# Grammy Award for Best Jazz Performance

Der US-amerikanische Tenorsaxofonist Michael Brecker ist bisher der häufigste Gewinner des Grammy Award for Best Improvised Jazz Solo

Der Grammy Award for Best Jazz Performance, auf Deutsch „Grammy-Award für die beste Jazz-Darbietung“, ist ein Musikpreis, der seit 1959 von der Recording Academy in Los Angeles verliehen wird. Der Preis geht an Künstler für neue herausragende Jazz-Improvisationen. Bis 2023 war es eine Auszeichnung für Solodarbietungen.

## Geschichte und Hintergrund
Die seit 1959 verliehenen Grammy Awards werden jährlich in zahlreichen Kategorien von der Recording Academy in den Vereinigten Staaten vergeben, um künstlerische Leistung, technische Kompetenz und hervorragende Gesamtleistung ohne Rücksicht auf die Albumverkäufe oder Chartposition zu ehren. Eine dieser Kategorien ist der Grammy Award for Best Jazz Performance.
Der Preis wurde von 1959 bis 1978 für Instrumental- oder Gesangsdarbietungen eines Einzelinterpreten verliehen und ist seit 1979 auf Instrumentaldarbietungen beschränkt. 2024 wurde er auf die Darbietungen mehrerer Interpreten ausgeweitet. Im Laufe der Preisvergabe hat die Auszeichnung mehrere Namensänderungen erfahren:
- 1959 hieß die Auszeichnung Best Jazz Performance, Individual
- 1960 wurde die Auszeichnung als Best Jazz Performance - Soloist vergeben
- Von 1961 bis 1971 wurde der Preis mit dem Grammy Award for Best Jazz Instrumental Album, Individual or Group kombiniert. Die Gewinner sind deshalb in der vorliegenden Übersicht nicht enthalten.
- Von 1972 bis 1978 war die Preisbezeichnung Best Jazz Performance by a Soloist
- Von 1979 bis 1988 wurde er als Best Jazz Instrumental Performance, Soloist vergeben
- Von 1989 bis 1990 wurde er in Best Jazz Instrumental Performance Soloist (on a jazz recording) umbenannt
- 1991 hieß die Auszeichnung Best Jazz Instrumental Performance, Soloist
- Von 1992 bis 2008 war die Bezeichnung Best Jazz Instrumental Solo
- Von 2009 bis 2023 hieß der Preis Best Improvised Jazz Solo[1][2]
- 2024 wurde die Kategorie umbenannt in Best Jazz Performance, neben Einzelkünstlern können auch Gruppen oder ganze Ensembles für ihre Darbietung ausgezeichnet werden[3]

## Gewinner und nominierte Künstler
| Jahr                 | Gewinner | Nationalität | Album oder Lied | Weitere Nominierte | Bild des Künstlers |
| -------------------- | --- | --- | --- | --- | --- |
| 1959                 | Ella Fitzgerald | Vereinigte Staaten | Ella Fitzgerald Sings the Duke Ellington Songbook                                                                        | | |
| 1960                 | Ella Fitzgerald | Vereinigte Staaten | Ella Swings Lightly | | |
| 1961 – 1971          | Von 1961 bis 1971 wurde der Preis mit dem Grammy Award for Best Jazz Instrumental Album, Individual or Group kombiniert. | Von 1961 bis 1971 wurde der Preis mit dem Grammy Award for Best Jazz Instrumental Album, Individual or Group kombiniert. | Von 1961 bis 1971 wurde der Preis mit dem Grammy Award for Best Jazz Instrumental Album, Individual or Group kombiniert. | Von 1961 bis 1971 wurde der Preis mit dem Grammy Award for Best Jazz Instrumental Album, Individual or Group kombiniert. | Von 1961 bis 1971 wurde der Preis mit dem Grammy Award for Best Jazz Instrumental Album, Individual or Group kombiniert. |
| 1972                 | Bill Evans | Vereinigte Staaten | The Bill Evans Album | | |
| 1973                 | Gary Burton | Vereinigte Staaten | Alone at Last | | |
| 1974                 | Art Tatum | Vereinigte Staaten | God Is in the House | | |
| 1975                 | Charlie Parker | Vereinigte Staaten | First Recordings! | | |
| 1976                 | Dizzy Gillespie | Vereinigte Staaten | Oscar Peterson and Dizzy Gillespie                                                                                       | | |
| 1977                 | Count Basie | Vereinigte Staaten | Basie & Zoot | | |
| 1978                 | Oscar Peterson | Kanada | The Giants | | |
| 1979                 | Oscar Peterson | Kanada | Oscar Peterson Jam – Montreux '77                                                                                        | | |
| 1980                 | Oscar Peterson | Kanada | Jousts | | |
| 1981                 | Bill Evans | Vereinigte Staaten | I Will Say Goodbye | | |
| 1982                 | John Coltrane | Vereinigte Staaten | Bye Bye Blackbird | | |
| 1983                 | Miles Davis | Vereinigte Staaten | We Want Miles | | |
| 1984                 | Wynton Marsalis | Vereinigte Staaten | Think of One | | |
| 1985                 | Wynton Marsalis | Vereinigte Staaten | Hot House Flowers | | |
| 1986                 | Wynton Marsalis | Vereinigte Staaten | Black Codes (From the Underground)                                                                                       | | |
| 1987                 | Miles Davis | Vereinigte Staaten | Tutu | | |
| 1988                 | Dexter Gordon | Vereinigte Staaten | The Other Side of Round Midnight                                                                                         | | |
| 1989                 | Michael Brecker | Vereinigte Staaten | Don’t Try This at Home                                                                                                   | | |
| 1990                 | Miles Davis | Vereinigte Staaten | Aura | | |
| 1991                 | Oscar Peterson | Kanada | The Legendary Oscar Peterson Trio Live at the Blue Note                                                                  | | |
| 1992                 | Stan Getz | Vereinigte Staaten | I Remember You | | |
| 1993                 | Joe Henderson | Vereinigte Staaten | Lush Life | | |
| 1994                 | Joe Henderson | Vereinigte Staaten | Miles Ahead | | |
| 1995                 | Benny Carter | Vereinigte Staaten | Prelude to a Kiss | | |
| 1996                 | Michael Brecker | Vereinigte Staaten | Impressions | | |
| 1997                 | Michael Brecker | Vereinigte Staaten | Cabin Fever | | |
| 1998                 | Doc Cheatham & Nicholas Payton                                                                                           | Vereinigte Staaten | Stardust | | |
| 1999                 | Gary Burton & Chick Corea                                                                                                | Vereinigte Staaten | Rhumbata | | |
| 2000                 | Wayne Shorter | Vereinigte Staaten | In Walked Wayne | | |
| 2001                 | Pat Metheny | Vereinigte Staaten | (Go) Get It | | |
| 2002                 | Michael Brecker | Vereinigte Staaten | Chan’s Song | | |
| 2003                 | Herbie Hancock | Vereinigte Staaten | My Ship | | |
| 2004                 | Chick Corea | Vereinigte Staaten | Matrix | | |
| 2005                 | Herbie Hancock | Vereinigte Staaten | Speak Like a Child | | |
| 2006                 | Sonny Rollins | Vereinigte Staaten | Why Was I Born? | | |
| 2007                 | Michael Brecker | Vereinigte Staaten | Some Skunk Funk | | |
| 2008                 | Michael Brecker | Vereinigte Staaten | Anagram | | |
| 2009                 | Terence Blanchard | Vereinigte Staaten | Be-Bop | | |
| 2010                 | Terence Blanchard | Vereinigte Staaten | Dancin’ 4 Chicken | | |
| 2011                 | Herbie Hancock | Vereinigte Staaten | A Change Is Gonna Come                                                                                                   | | |
| 2012                 | Chick Corea | Vereinigte Staaten | 500 Miles High | | |
| 2013                 | Gary Burton & Chick Corea                                                                                                | Vereinigte Staaten | Hot House | | |
| 2014                 | Wayne Shorter | Vereinigte Staaten | Orbits | | |
| 2015                 | Chick Corea | Vereinigte Staaten | Fingerprints | - Kenny Barron, Vereinigte Staaten, The Eye of the Hurricane - Fred Hersch, Vereinigte Staaten, You & the Night & the Music - Joe Lovano, Vereinigte Staaten, Recorda Me - Brad Mehldau, Vereinigte Staaten, Sleeping Giant | |
| 2016                 | Christian McBride | Vereinigte Staaten | Cherokee | - Joey Alexander, Indonesien, Giant Steps - Donny McCaslin, Vereinigte Staaten, Arbiters of Evolution - Joshua Redman, Vereinigte Staaten, Friend or Foe - John Scofield, Vereinigte Staaten, Past Present | |
| 2017                 | John Scofield | Vereinigte Staaten | I’m So Lonesome I Could Cry                                                                                              | - Joey Alexander, Indonesien, Countdown - Ravi Coltrane, Vereinigte Staaten, In Movement - Fred Hersch, Vereinigte Staaten, We See - Brad Mehldau, Vereinigte Staaten, I Concentrate on You | |
| 2018                 | John McLaughlin | Vereinigtes Königreich                                                                                                   | Miles Beyond | - Sara Caswell, Vereinigte Staaten, - Can’t Remember Why - Billy Childs, Vereinigte Staaten, Dance of Shiva - Fred Hersch, Vereinigte Staaten, Whisper Not - Chris Potter, Vereinigte Staaten, Ilimba | |
| 2019                 | John Daversa | Vereinigte Staaten | Don’t Fence Me In | - Regina Carter, Vereinigte Staaten, Some of That Sunshine - Fred Hersch, Vereinigte Staaten, We See - Brad Mehldau, Vereinigte Staaten, De-Dah - Miguel Zenón, Vereinigte Staaten, Cadenas | John Daversa (2016) |
| 2020 26. Januar 2020 | Randy Brecker mit NDR Bigband                                                                                            | Deutschland Vereinigte Staaten                                                                                           | Sozinho | - Melissa Aldana, Chile, Elsewhere - Julian Lage, Vereinigte Staaten, Tomorrow Is the Question - Branford Marsalis, Vereinigte Staaten, The Windup - Christian McBride, Vereinigte Staaten, Sightseeing | Randy Brecker (2018) |
| 2021 14. März 2021   | Chick Corea | Vereinigte Staaten | All Blues | - Christian Scott aTunde Adjuah, Vereinigte Staaten, Guinevere - Regina Carter, Vereinigte Staaten, Pachamama - Gerald Clayton, Vereinigte Staaten, Celia - Joshua Redman, Vereinigte Staaten, Moe Honk | Chick Corea (2018) |
| 2022 3. April 2022   | Chick Corea | Vereinigte Staaten | Humpty Dumpty (Set 2) | - Christian Scott aTunde Adjuah, Vereinigte Staaten, Sackodougou - Kenny Barron, Vereinigte Staaten, Kick Those Feet - Jon Batiste, Vereinigte Staaten, Bigger Than Us - Terence Blanchard, Vereinigte Staaten, Absence - Chick Corea, Vereinigte Staaten, Humpty Dumpty (Set 2)                                               | Chick Corea (2018) |
| 2023 5. Februar 2023 | Wayne Shorter & Leo Genovese                                                                                             | Vereinigte Staaten | Endangered Species | - Ambrose Akinmusire, Vereinigte Staaten, Rounds (Live) - Gerald Albright, Vereinigte Staaten, Keep Holding On - Melissa Aldana, Chile, Falling - Marcus Baylor, Vereinigte Staaten, Call of the Drum - John Beasley, Vereinigte Staaten, Cherokee/Koko - Wayne Shorter & Leo Genovese, Vereinigte Staaten, Endangered Species | Wayne Shorter (2010) |
| 2024 4. Februar 2024 | Samara Joy | Vereinigte Staaten | Tight | - Jon Batiste, Vereinigte Staaten, Movement 18' (Heroes) - Lakecia Benjamin, Vereinigte Staaten, Basquiat - Adam Blackstone featuring the Baylor Project & Russell Ferranté, Vereinigte Staaten, Vulnerable (live) - Fred Hersch & Esperanza Spalding, Vereinigte Staaten, But Not for Me                                      | Samara Joy (2022) |
| 2025 2. Februar 2025 | Samara Joy featuring Sullivan Fortner                                                                                    | Vereinigte Staaten | Twinkle Twinkle Little Me                                                                                                | - Baylor Project: Walk with Me, Lord (Sound \| Spirit) - Lakecia Benjamin featuring Randy Brecker, Jeff „Tain“ Watts & John ScofieldPhoenix Reimagined (live) - Chick Corea & Béla Fleck: Juno - Dan Pugach Big Band featuring Nicole Zuraitis & Troy Roberts: Little Fears                                                    | Samara Joy 2022 · Sullivan Fortner 2024                                                                                  |